# Tre Allegri Ragazzi Morti
Tre Allegri Ragazzi Morti, aussi abrégé TARM, est un groupe de punk rock italien, originaire de Pordenone.

## Biographie

### Origines et débuts
Guitariste et artiste de bande dessinée, Davide Toffolo commence à jouer de la musique à la fin des années 1970, quand Pordenone est devenue l'une des villes plus importantes de la scène punk rock italien, en raison de la proximité de la base militaire américaine d'Aviano. À l'époque, il y avait un mouvement de jeunes musiciens appelé Grande Complotto, qui a donné naissance à plusieurs petits groupes de punk rock et new wave. Ces groupes ont tous eu une vie éphémère, l'un d'entre eux, Futuritmi (1983–1990), voit l'émergence de Davide Toffolo et Gian Maria Accusani devient ensuite leader du groupe Prozac+.
Le groupe Tre Allegri Ragazzi Morti littéralement « Trois joyeux garçons morts ») est initialement formé par Toffolo, le batteur Luca Casta (nom de scène de Luca Masseroni) puis le bassiste Enrico Molteni rejoint le groupe pour la sortie de leur troisième EP, Si parte. Après la sortie des trois premiers singles, ignorés par la critique, le groupe enregistre leur premier album studio, Piccolo intervento à vivo qui attire l'attention du label BMG Ricordi avec lequel le groupe signe un contrat pour le suivant LP, intitulé Mostri e normali. Le contrat est rapidement cassé car TARM crée son propre label indépendant, La Tempesta, en produisant sous ce label un EP Il principe in bicicletta ainsi que tous les albums suivants.
Les membres du groupe décident de cacher leur identité dans les médias en se cachant derrière l'apparence des personnages de bande dessinée de Davide Toffolo.
Pendant leurs concerts, ils dissimulent leur visage au public, portant un masque de crâne et ne laissent pas les fans prendre des photos ou des vidéos quand les masques sont enlevés. Ce masque de crâne devenu leur symbole et fétiche est porté même lors de leurs rares interviews à la télévision.

### Dernières activités

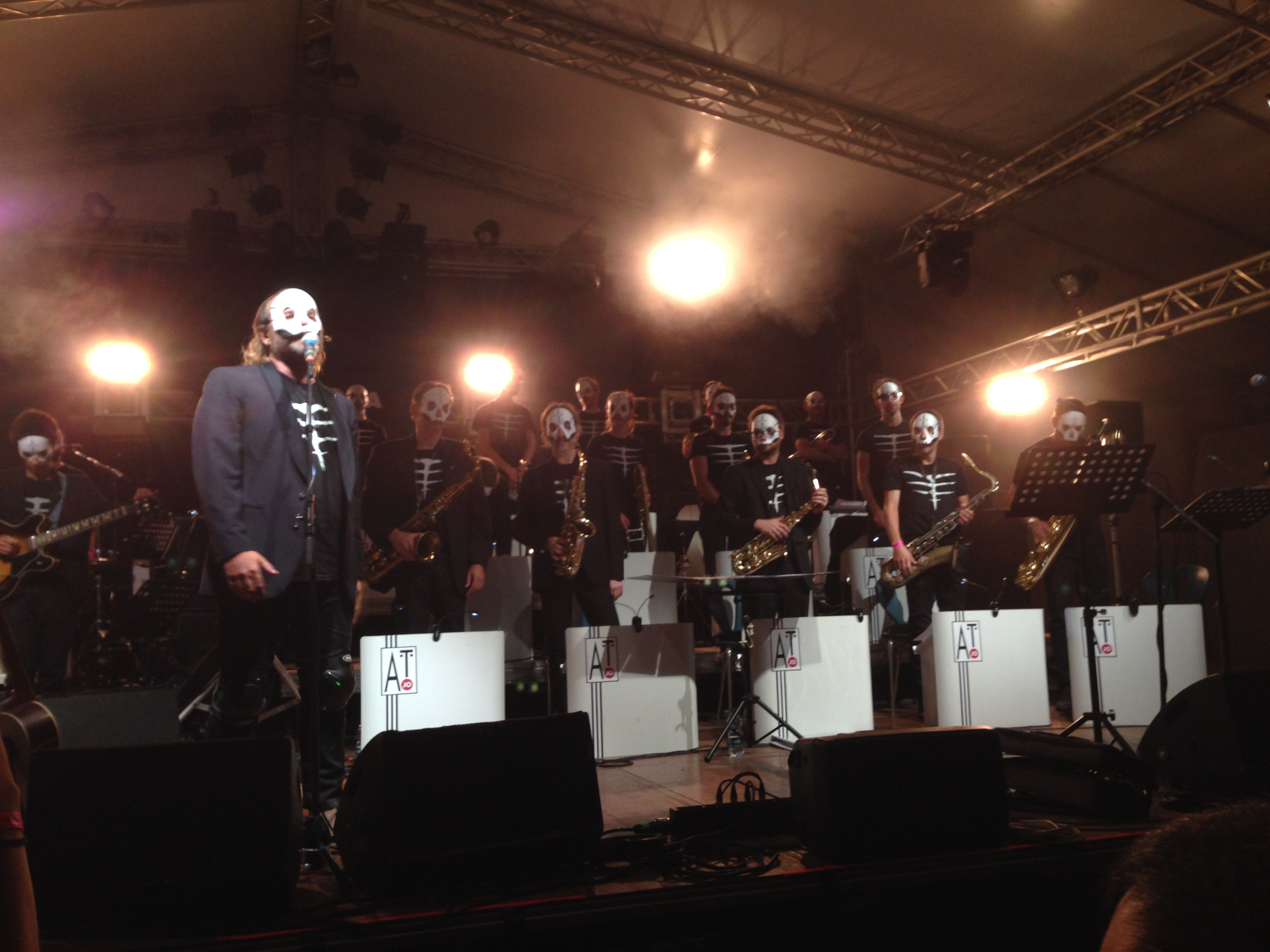
Toffolo et Molteni avec l'Abbey Town Jazz Orchestra, au Circolo Magnolia de Milan en 2015.

Le 5 mars 2010 sort leur nouvel album, Primitivi del futuro. Il est masterisé à Brixton (Royaume-Uni) et comprend des sonorités dub et reggae. Un clip de la chanson Puoi dirlo a tutti est réalisé par Stefano Poletti et tourné à Colorno.
Le 25 avril 2010 sort la compilation Materiali resistenti, de leur apparition à Carpi.
Après Primitivi del futuro, le groupe publie le 14 décembre, Primitivi del dub, une version dub jamaïcain de leur précédent opus, chez La Tempesta Dischi. L'album est produit et « dubifié » par Paolo Baldini d'Alambic Conspiracy (B.R. Stylers, Africa Unite, Dub Sync). Le 26 septembre 2010, Tre Allegri Ragazzi Morti participe au festival musical Woodstock 5 Stelle organisé à Cesena et diffusé sur la chaîne Play.me.
Le 7 décembre 2012 sort l'album Nel giardino dei fantasmi chez La Tempesta Dischi. Il se caractérise par un son pop avec des éléments de folk, blues, musique ethnique et afro beat, et fait participer Andrea Maglia (leur membre de tournée), Giulio Frausin (The Sleeping Tree, Mellow Mood) et un groupe appelé I Fantasmi. Pendant la période juin-juillet 2013, le groupe participe au Backup Tour - Lorenzo negli stadi de Jovanotti.
En 2015, TARM effectue la tournée Unplugged, une série de concerts acoustiques à l'échelle locale et sort l'album Quando eravamo swing, un CD dans le style swing qui fait participer l'Abbey Town Jazz Orchestra, et Maria Antonietta sur la chanson Occhi bassi serenade. Le 12 janvier 2016, le groupe annonce un nouvel album intitulé Inumani pour le 11 mars 2016 chez La Tempesta Dischi. Le 25 février sort le premier single de l'album, In questa grande città (La prima cumbia), avec la participation de Jovanotti et Monique « Honeybird » Mizrahi. La tournée Inumani se fait en une date, avec le groupe Honeybird and the Monas.

## Membres

### Membres actuels
- Davide Toffolo - chant, guitare (depuis 1994)
- Luca Masseroni - batterie, chant (depuis 1994)
- Enrico Molteni - basse (depuis 1996)

### Membre de tournée
- Andrea Maglia - guitare (seulement en live) (depuis 2012)
- Adriano Viterbini - guitare (depuis 2016)
- Monique « Honeybird » Mizrahi (depuis 2016)
- Stefano Pasutto - guitare (2007-2011)

### Anciens membres
- Stefano Muzzin - basse (1994-1995)
- Marcella - chant (quelques apparitions lors de la tournée La seconda rivoluzione sessuale)

## Discographie

### Albums studio
- 1999 : Mostri e normali (BMG Ricordi)
- 2001 : La testa indipendente (La Tempesta Dischi)
- 2004 : Il sogno del gorilla bianco (La Tempesta Dischi)
- 2007 : La seconda rivoluzione sessuale (La Tempesta Dischi)
- 2010 : Primitivi del futuro (La Tempesta Dischi)
- 2010 : Primitivi del dub (La Tempesta Dischi)
- 2012 : Nel giardino dei fantasmi (La Tempesta Dischi)
- 2016 : Inumani

### Album live
- 1997 : Piccolo intervento a vivo (BMG Ricordi)

### Singles, démo et EP
- 1994 : Mondo naif (autoproduction)
- 1995 : Allegro pogo morto (autoproduction)
- 1996 : Si parte (autoproduction)
- 2000 : Il principe in bicicletta (La Tempesta Dischi)
- 2010 : XL Dub Sessions (joint à la revue XL)

### Collections
- 2002 : Le origini (La Tempesta Dischi)
- 2008 : Rarities

### Compilations
- 2001 : Una cosa speciale in Uncage your punk side
- 2002 : Nuova identità in Fosbury: Primo Salto
- 2004 : Rise in Rise Against AIDS (avec les Meganoidi)
- 2008 : Gennaio in Il dono - Artisti vari interpretano i Diaframma
- 2008 : Around the World in Post-Remixes vol.1
- 2010 : La faccia della luna in Materiali resistenti
- 2012 : I lupi in Tributo a Ivan Graziani